# Bruzeliopsis cuspidata
Bruzeliopsis cuspidata är en kräftdjursart som först beskrevs av J. L. Barnard 1962.  Bruzeliopsis cuspidata ingår i släktet Bruzeliopsis och familjen Synopiidae. Inga underarter finns listade i Catalogue of Life.